# 一括事業請負後譲渡方式
一括事業請負後譲渡方式（いっかつじぎょううけおいごじょうとほうしき、BOT（ Build-operate-transfer ）方式またはBOOT（ build-own-operate-transfer  ）方式）は、プロジェクトデリバリー方式の1つであり 、庁舎や公営住宅、小学校などの公共施設建設を行い、維持・管理・運営し、事業終了後に施設所有権を国や地方自治体に譲渡する方式。通常大規模インフラプロジェクトの場合、まれなケースではあるが、民間エンティティが公共部門 （または民間企業）から譲歩を受け、コンセッション契約に記載されている施設の資金調達、設計、建設、所有、運営を行うまで一括請負がなされる。 これにより、プロジェクトの支持者は、プロジェクトへの投資、運用、保守の費用を回収が可能となる。   
多くの場合、増加率は内部変数と外部変数の組み合わせに関連付けられている。このため、提案者は投資に対して十分な内部収益率の達成が可能となる。 

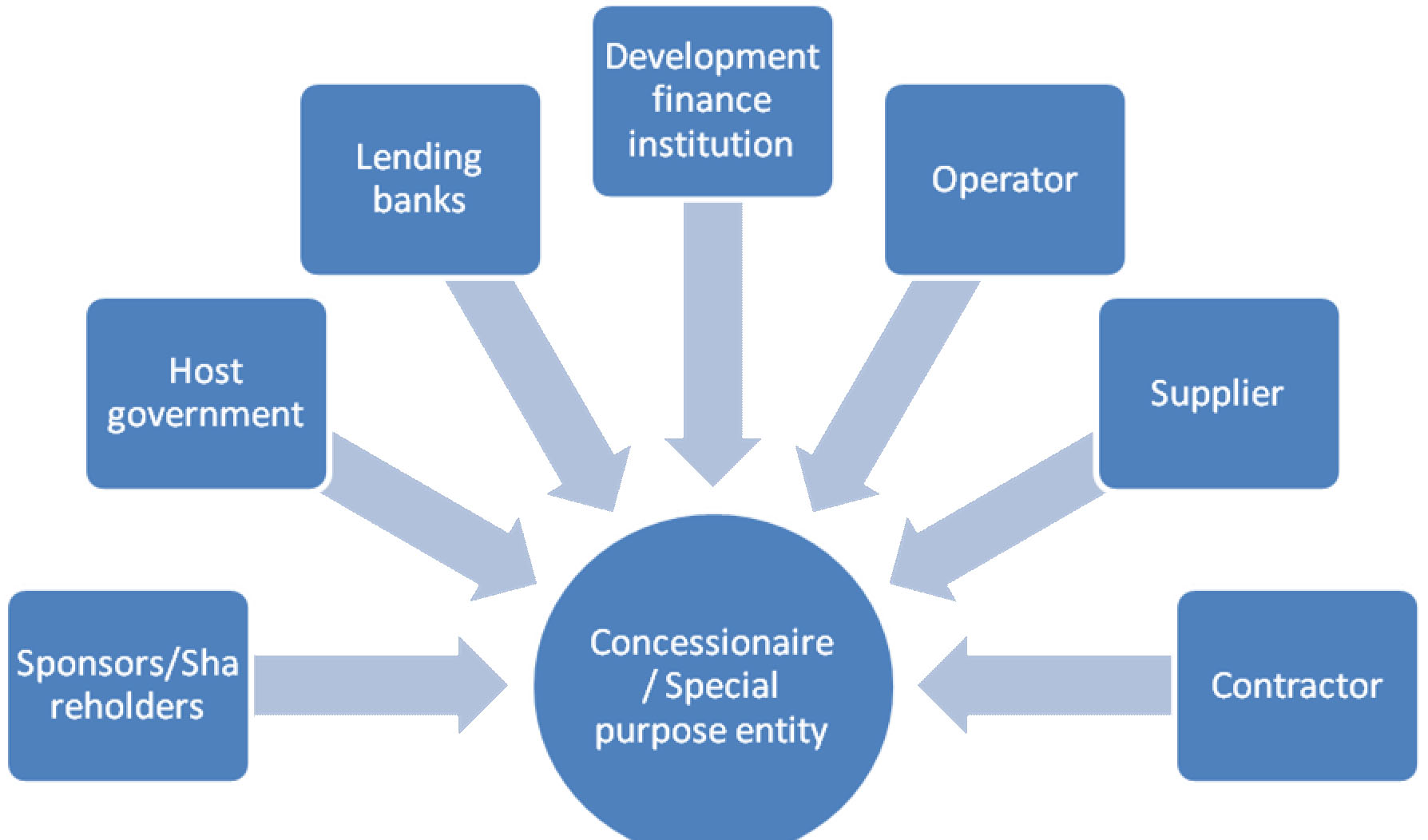
BOTモデル